# Erzbistum Monrovia
Das Erzbistum Monrovia (lateinisch Archidioecesis Monroviensis, englisch Archdiocese of Monrovia) ist eine in Liberia gelegene römisch-katholische Erzdiözese mit Sitz in Monrovia.

## Geschichte
Das Erzbistum Monrovia wurde am 18. April 1903 durch Papst Leo XIII. aus Gebietsabtretungen des Apostolischen Vikariates Sierra Leone als Apostolische Präfektur Liberia errichtet. Die Apostolische Präfektur Liberia wurde am 9. April 1934 durch Pius XI. mit der Apostolischen Konstitution Quae magis christiano zum Apostolischen Vikariat erhoben. Am 2. Februar 1950 gab das Apostolische Vikariat Liberia Teile seines Territoriums zur Gründung der Apostolischen Präfektur Cape Palmas ab. Das Apostolische Vikariat Liberia wurde am 2. Februar 1950 in Apostolisches Vikariat Monrovia umbenannt.
Am 19. Dezember 1981 wurde das Apostolische Vikariat Monrovia durch Papst Johannes Paul II. mit der Apostolischen Konstitution Patet Ecclesiae zum Erzbistum erhoben. Das Erzbistum Monrovia gab am 17. November 1986 Teile seines Territoriums zur Gründung des Bistums Gbarnga ab.
Das Bistum Cape Palmas hatte immer wieder unmittelbar mit den Auswirkungen von Militärputsch, Diktatur und Bürgerkrieg zu tun.
Im August 2014 unterschrieb Erzbischof Lewis Zeigler eine überkonfessionelle Erklärung, in der Homosexualität für den Ausbruch der Ebolafieber-Epidemie 2014 in Westafrika verantwortlich gemacht wurde; er war damit der höchstrangige römisch-katholische Würdenträger unter den Unterzeichnern.

## Ordinarien

### Apostolische Präfekten von Liberia
- Jean Ogé SMA (1911–1931)
- John Collins SMA (1932–1934)

### Apostolische Vikare von Liberia
- John Collins SMA (1934–1950)

### Apostolische Vikare von Monrovia
- John Collins SMA (1950–1960)
- Francis Carroll SMA (1960–1976)
- Michael Kpakala Francis (1976–1981)

### Erzbischöfe von Monrovia
- Michael Kpakala Francis (1981–2011)
- Lewis Zeigler (2011–2021)
- Gabriel Blamo Jubwe (seit 2024)